# Software para alinhamento estrutural
Esta lista de software para alinhamento estrutural é uma compilação de ferramentas software e portais web utilizados em alinhamentos estruturais de pares ou múltiplos.

## Lista de software para alinhamento estrutural
| NOME         | Descrição                                                                         | Classe     | Tipo   | Flexível | Ligação                    | Autor                     | Ano  |
| ------------ | --------------------------------------------------------------------------------- | ---------- | ------ | -------- | -------------------------- | ------------------------- | ---- |
| MAMMOTH      | MAtching Molecular Models Obtained from Theory                                    | Cα         | Par    | No       | servidor                   | AR. Ortiz                 | 2002 |
| CE/CE-MC     | Combinatorial Extension -- Monte Carlo                                            | Cα         | Multi  | No       | servidor                   | I. Shindyalov             | 2000 |
| DaliLite     | Distance Matrix Alignment                                                         | C-Map      | Par    | No       | servidor                   | L. Holm                   | 1993 |
| VAST         | Vector Alignment Search Tool                                                      | SSE        | Par    | ---      | servidor                   | S. Bryant                 | 1996 |
| PrISM        | Protein Informatics Systems for Modeling                                          | SSE        | Multi  | ---      | servidor                   | B. Honig                  | 2000 |
| SSAP         | Sequential Structure Alignment Program                                            | SSE        | Multi  | No       | servidor                   | C. Orengo & W. Taylor     | 1989 |
| SARF2        | Spatial ARrangements of Backbone Fragments                                        | SSE        | Par    | ---      | servidor                   | N. Alexandrov             | 1996 |
| KENOBI/K2    | NA                                                                                | SSE        | Par    | ---      | servidor                   | Z. Weng                   | 2000 |
| STAMP        | STructural Alignment of Multiple Proteins                                         | Cα         | Multi  | No       | servidor                   | R. Russell & G. Barton    | 1992 |
| MASS         | Multiple Alignment by Secondary Structure                                         | SSE        | Multi  | ---      | servidor                   | O. Dror & H. Wolfson      | 2003 |
| SCALI        | Structural Core ALIgnment of proteins                                             | Seq        | Par    | ---      | servidor                   | C. Bystroff               | 2004 |
| DEJAVU       | NA                                                                                | SSE        | Par    | ---      | servidor                   | GJ. Kleywegt              | 1997 |
| SSM          | Secondary Structure Matching                                                      | SSE        | Multi  | ---      | servidor[ligação inativa]  | E. Krissinel              | 2003 |
| SHEBA        | Structural Homology by Environment-Based Alignment                                | Seq        | Par    | ---      | servidor                   | B. Lee                    | 2000 |
| LGA          | Local-Global Alignment                                                            | Cα         | Par    | ---      | servidor                   | A. Zemla                  | 2003 |
| POSA         | Partial Order Structure Alignment                                                 | Cα         | Multi  | Sí       | servidor                   | Y. Ye & A. Godzik         | 2005 |
| PyMOL        | O comando "super" realiza alinhamento 3D independente da sequência                | Proteína   | Hybrid | No       | sitio web                  | W. L. DeLano              | 2007 |
| FATCAT       | Flexible Structure AlignmenT by Chaining Aligned Fragment Pars Allowing Twists    | Cα         | Par    | Sí       | servidor                   | Y. Ye & A. Godzik         | 2003 |
| Matras       | MArkovian TRAnsition of protein Structure                                         | Cα & SSE   | Par    | ---      | NA                         | K. Nishikawa              | 2000 |
| MAMMOTH-mult | MAMMOTH-based multiple structure alignment                                        | Cα         | Multi  | No       | servidor                   | D. Lupyan                 | 2005 |
| Protein3Dfit | NA                                                                                | C-Map      | Par    | ---      | servidor                   | D. Schomburg              | 1994 |
| PRIDE        | PRobaility of IDEntity                                                            | Cα         | Par    | ---      | servidor                   | S. Pongor                 | 2002 |
| FAST         | FAST Alignment and Search Tool                                                    | Cα         | Par    | ---      | servidor                   | J. Zhu                    | 2004 |
| C-BOP        | Coordinate-Based Organization of Proteins                                         | N/A        | Multi  | ---      | servidor                   | E. Sandelin               | 2005 |
| ProFit       | Protein least-squares Fitting                                                     | Cα         | Multi  | ---      | servidor                   | ACR. Martin               | 1996 |
| TOPOFIT      | Alinhamento como superposição de volumes comuns em um ponto topomax               | Cα         | Par    | ---      | servidor                   | VA. Ilyin                 | 2004 |
| MUSTANG      | MUltiple STructural AligNment AlGorithm                                           | Cα & C-Map | Multi  | ---      | descargar                  | A.S. Konagurthu et al.    | 2005 |
| URMS         | Unit-vector RMSD                                                                  | Cα         | Par    | ---      | servidor                   | K. Kedem                  | 2003 |
| LOCK         | Superposição hierárquica de estruturas de proteínas                               | SSE        | Par    | No       | NA                         | AP. Singh                 | 1997 |
| LOCK 2       | Melhoras sobre LOCK                                                               | SSE        | Par    | No       | descarregar                | J. Shapiro                | 2003 |
| CBA          | Consistency Based Alignment                                                       | SSE        | Multi  | ---      | descargar                  | J. Ebert                  | 2006 |
| TetraDA      | Tetrahedral Decomposition Alignment                                               | SSE        | Multi  | Sí       | NA                         | J. Roach                  | 2005 |
| STRAP        | STRucture based Alignment Program                                                 | Cα         | Multi  | ---      | servidor                   | C. Gille                  | 2006 |
| LOVOALIGN    | Low Order Value Optimization methods for Structural Alignment                     | Cα         | Par    | ---      | servidor                   | Andreani et al.           | 2006 |
| GANGSTA      | Genetic Algorithm for Nonsequential and Gapped STructural Alignment               | SSE/C-Map  | Par    | ---      | servidor                   | B. Kolbeck et al.         | 2006 |
| TM-align     | TM-score based protein structure alignment                                        | Cα         | Par    | ---      | sitio web                  | Y. Zhang & J. Skolnick    | 2005 |
| MatAlign     | Comparação de estruturas de proteínas por Matrix Alignment                        | C-Map      | Par    | ---      | sítio web                  | Z. Aung & K.L. Tan        | 2006 |
| Vorolign     | Alinhamentos de estrutura rápidos usando relações de Voronoi                      | C-map      | Multi  | Sí       | servidor                   | F. Birzele et al.         | 2007 |
| EXPRESSO     | Alinhamentos múltiplos de estrutura rápidos usando T-Coffee e Sap                 | Cα         | Multi  | ---      | sítio web                  | C. Notredame et al.       | 2007 |
| CAALIGN      | Alinhamento Cα                                                                    | Cα         | Multi  | ---      | sítio web                  | T.J. Oldfield             | 2007 |
| YAKUSA       | Coordenadas internas e algoritmo tipo BLAST                                       | Cα         | Par    | ---      | sítio web                  | M. Carpentier et al.      | 2005 |
| CLEMAPS      | Alinhamentos de alfabetos baseados em conformação                                 | Cα         | Multi  | ---      | NA                         | W-M. Zheng                | 2007 |
| TALI         | Torsion Angle ALIgnment                                                           | Cα         | Par    | No       | NA                         | X. Mioa                   | 2006 |
| MolCom       | NA                                                                                | Geometria  | Multi  | ---      | NA                         | S.D. O'Hearn              | 2003 |
| MALECON      | NA                                                                                | Geometria  | Multi  | ---      | NA                         | S. Wodak                  | 2004 |
| FlexProt     | Flexible Alignment of Protein Structures                                          | Cα         | Par    | Sí       | servidor                   | M. Shatsky & H. Wolfson   | 2002 |
| MultiProt    | Multiple Alignment of Protein Structures                                          | Geometria  | Multi  | Sí       | servidor                   | M. Shatsky & H. Wolfson   | 2004 |
| CTSS         | Alinhamentos de estrutura de proteínas usando características geométricas locais  | Geometria  | Par    | ---      | sítio web                  | T. Can                    | 2004 |
| CURVE        | NA                                                                                | Geometria  | Multi  | No       | sítio web                  | D. Zhi                    | 2006 |
| Matt         | Multiple Alignment with Translations and Twists                                   | Cα         | Multi  | Sí       | descarregar                | M. Menke                  | 2008 |
| TopMatch     | Alinhamentos de estruturas de proteínas e visualização de semelhanças estruturais | Cα         | Par    | No       | servidor                   | M. Sippl & M. Wiederstein | 2008 |
| SSGS         | Secondary Structure Guided Superimposition                                        | Ca         | Par    | No       | sítio web[ligação inativa] | G. Wainreb et al.         | 2006 |
| Matchprot    | Comparação de estruturas de proteínas por alinhamentos vizinhos crescentes        | Cα         | Par    | No       | servidor                   | S. Bhattacharya et al.    | 2007 |
| UCSF Chimera | veja ferramenta MatchMaker e comando "matchmaker"                                 | Seq & SSE  | Multi  | No       | sítio web                  | E. Meng et al.            | 2006 |
| FLASH        | Fast aLignment Algorithm for finding Structural Homology of proteins              | SSE        | Par    | No       | NA                         | E.S.C. Shih & M-J Hwang   | 2003 |
| RAPIDO       | Rapid Alignment of Protein structures In the presence of Domain mOvements         | Cα         | Par    | Sí       | servidor                   | R. Mosca & T.R. Schneider | 2008 |
| ComSubstruct | Alinhamento estrutural baseado em codificação geométrica diferencial              | Geometria  | Par    | Sí       | sítio web                  | N. Morikawa               | 2008 |

Códigos:

- Cα -- Alinhamento por átomo (Cα) de esqueleto (Backbone Atom (Cα) Alignment);
- SSE -- Alinhamento de elementos de estrutura secundária (Secondary Structure Elements Alignment);
- Seq -- Alinhamento baseado em sequência;
- Par -- Alinhamento de pares (2 estruturas *solo*);
- Multi -- Alinhamento múltiplo de estruturas;
- C-Map -- Mapa de contato;